# Deltochilum icarus
Deltochilum icarus är en skalbaggsart som beskrevs av Olivier 1789. Deltochilum icarus ingår i släktet Deltochilum och familjen bladhorningar. Inga underarter finns listade i Catalogue of Life.